# ジョン・ムリージョ
ジョン・エドゥアルド・ムリージョ・ロマーニャ  (Jhon Eduard Murillo Romaña, 1995年11月21日 - )は、ベネズエラ・アプレ州エル・ヌーラ出身のサッカー選手。アトレティコ・サン・ルイス所属。ベネズエラ代表。ポジションはFW、MF。

## クラブ経歴
2012年にサモラFCと契約し、10月22日のジャネロス・デ・グアナレ戦でプロデビュー。2014-15シーズンまで計19ゴールを決めるなど、主力として活躍した。
2015年5月20日、ポルトガルのSLベンフィカと4年契約を締結した後、6月にCDトンデラへのレンタル移籍が決定。2シーズンプレーし、2017-18シーズンからはカスムパシャSKにレンタル移籍でプレー。2018年夏にCDトンデラに完全移籍で再加入した。

## 代表経歴
2014年にU-20のベネズエラ代表に招集された後、2015年にA代表に招集され、2月のホンジュラス戦で代表戦デビューを決勝ゴールで飾った。同年開催のコパ・アメリカ2015にも出場。2017年9月5日の2018W杯・南米予選のアルゼンチン戦では、先制ゴールを決めた。